# Brewster F2A Buffalo
Brewster F2A Buffalo a fost un avion de vânătoare care, în ciuda unor anumite deficiențe tehnice, a fost folosit cu succes de United States Navy în al Doilea Război Mondial.

## Caracteristici
- Echipaj: 1
- Lungime: 8,03 m
- Anvergură: 10,67 m
- Înălțime: 3,66 m
- Greutate proprie: 2 146 kg
- Greutate cu încărcătură maximă: 3 254 kg
- Putere motor: (1 × Wright R-1820-40 Cyclone 9 cu 9 cilindri pe un rând și răcire cu aer) 1200 CP (895 kW)

## Performanțe
- Viteză maximă: 517 km/h la altitudinea 5000 m
- Viteză de croazieră: 259 km/h
- Rază de acțiune: 1 554 km
- Altitudine maximă: 10 600 m
- Viteză ascensională: 744 m/min

## Armament
- 2 mitraliere Browning M2 de 0.50 in (12,7 mm) montate în bot
- 2 mitraliere Browning M2 de 0.50 in (12,7 mm) montate în aripă

## Ași cu Buffalo
Forțele Aeriene Finlandeze au produs 36 de ași cu Buffalo, pe primul loc fiind Cpt. Hans H. Wind cu 39 victorii aeriene cu Buffalo (dintr-un total de 75); pe locul doi a fost Eino Ilmari Juutilainen, cu 34 victorii (din 94), iar pe locul al treilea cpt. Jorma Karhunen (25.5 victorii cu Buffalo din 31.5 de victorii).